# Iglesia de San Miguel Arcángel (Agliana)
La iglesia de San Michele Arcangelo (San Miguel Arcángel) es un templo católico que se encuentra en Agliana, Italia.

## Descripción
Aparece documentada desde el siglo XIII, llevándose a cabo importantes obras durante el siglo XVII. En 1790 fue completamente reconstruida, completándose los trabajos en 1940, cuando se finalizó la fachada actual. En ella se encuentra la compañía de la Santísima Anunciada (1660), en la que hay una pintura del siglo XVII que representa la Anunciación como en la iconografía de la Santísima Anunciada en Florencia.
- Datos: Q3671252
- Multimedia: San Michele Arcangelo (Agliana) / Q3671252